# Płaszów (Krakau)

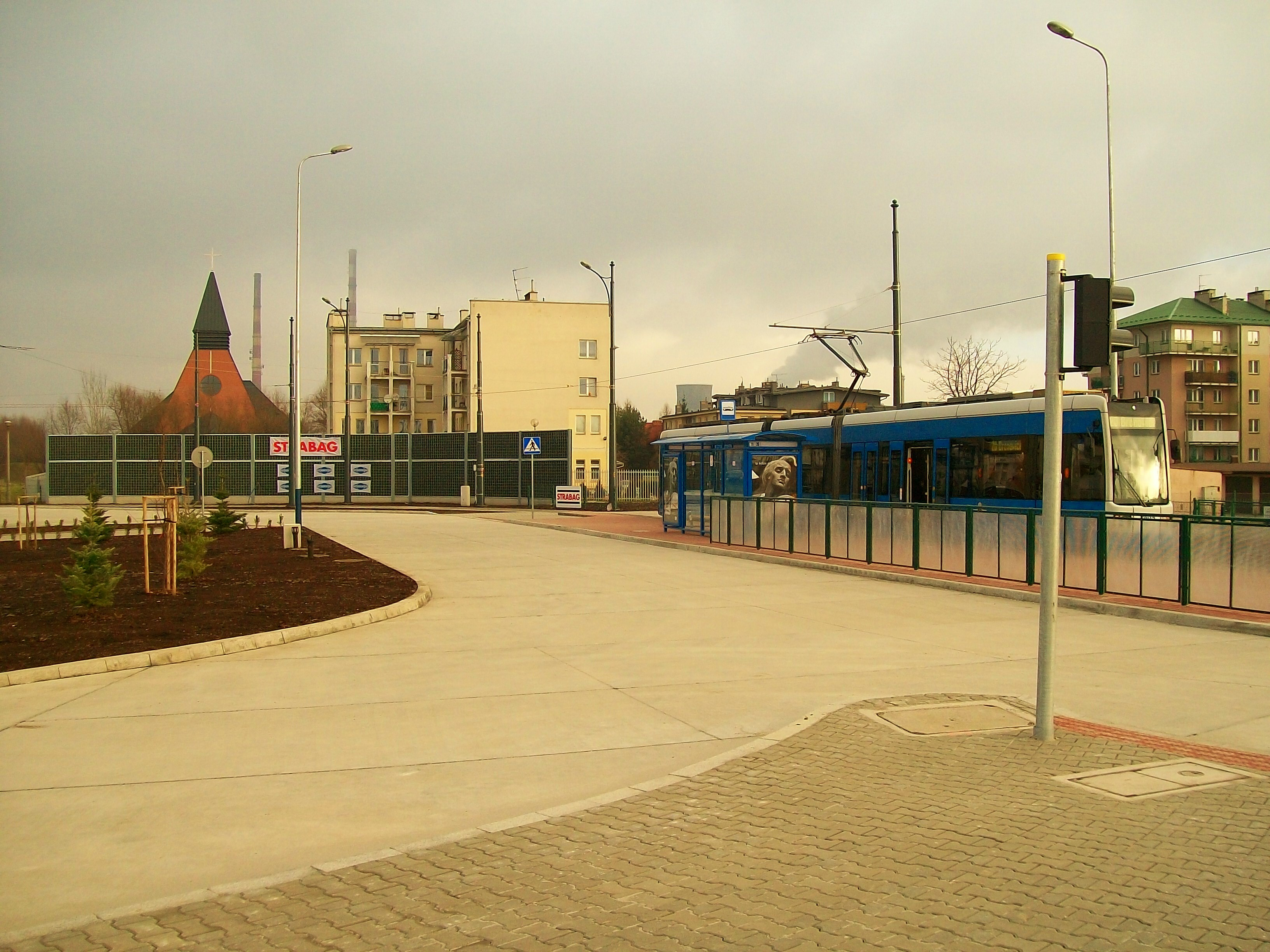
Mały Płaszów

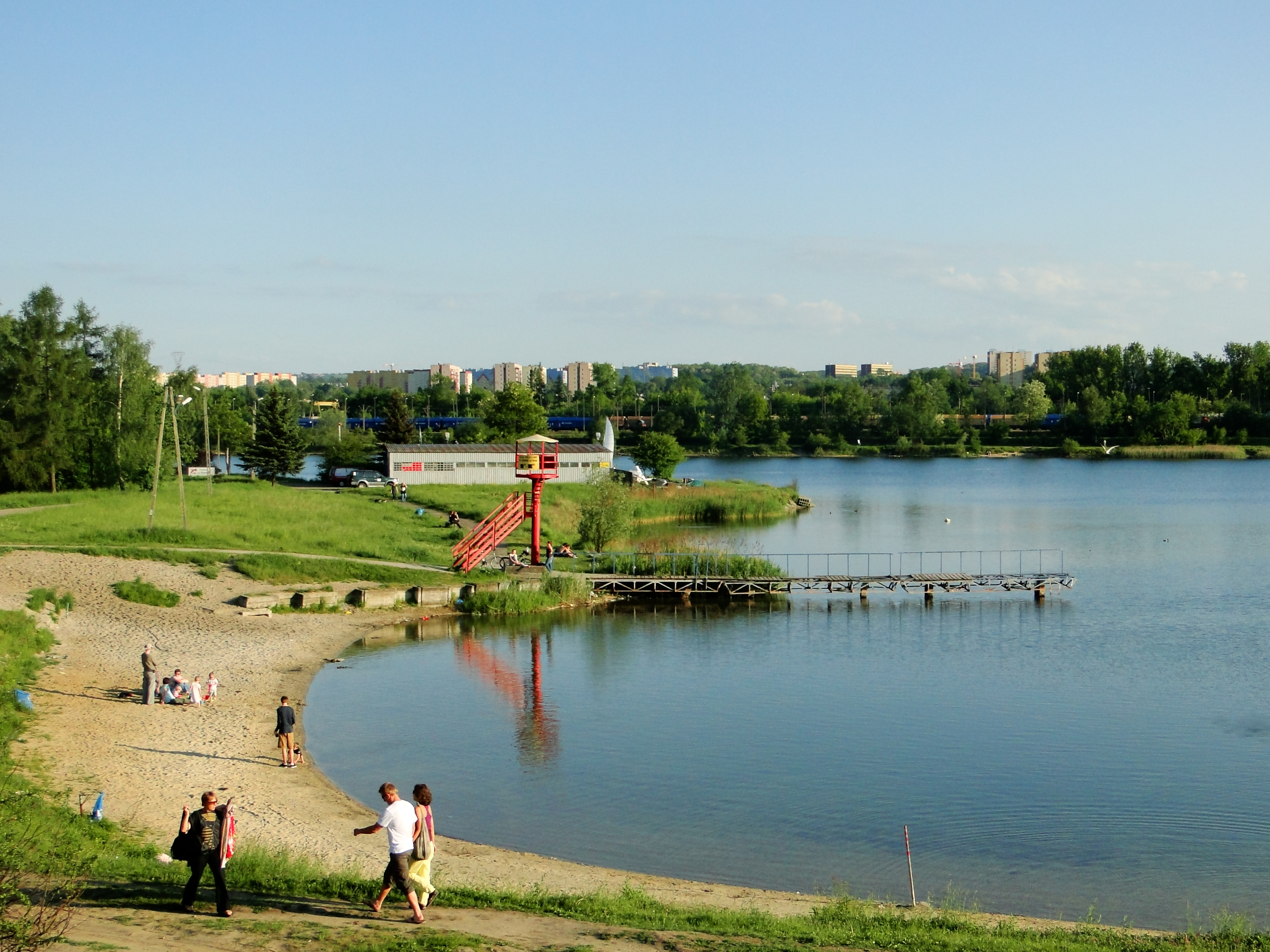
Jezioro Bagry

Karte aus dem Jahr 1916 mit dem geplanten Binnenhafen

Płaszów ist ein Stadtteil von Krakau, im Verwaltungsbezirk Podgórze, am rechten, südlichen Ufer der Weichsel in Polen.

## Geschichte
Der Ort wurde im Jahr 1254 erstmals urkundlich erwähnt, in einem Dokument von Bolesław dem Schamhaften für die Norbertinerinnen in Zwierzyniec. Das Dorf wurde im Jahr 1421 von König Władysław II. Jagiełło ins Deutsche Recht übertragen. Sieben Jahre später kaufte der König das Dorf von einem adeligen Gutsherrn.
Politisch zählte der Ort zunächst zum Königreich Polen (ab 1569 in der Adelsrepublik Polen-Litauen), Woiwodschaft Krakau, Kreis Szczyrzyc. Bei der ersten Teilung Polens kam Płaszów 1772 zum neuen Königreich Galizien und Lodomerien des habsburgischen Kaiserreichs (ab 1804). Ab dem Jahr 1855 gehörte Płaszów zum Bezirk Podgórze.
Im Jahr 1854 bis 1856 wurden dort drei Befestigungen der Festung Krakau errichtet. Im Jahr 1855 teilte die Galizische Carl Ludwig-Bahn das Dorf. 1884 wurde der Bahnhof Podgórze in Płaszów eröffnet. Im späten 19. Jahrhundert wurde das Dorf industrialisiert.
Laut der österreichischen Volkszählung des Jahres 1900 verfügte die Landgemeinde Płaszów über eine Fläche von 467 Hektar mit 173 Häusern und 1408 Bürgern, davon waren alle polnischsprachig und die Mehrheit der Bevölkerung war römisch-katholisch (1366), im Dorf lebten außerdem 39 Juden.
Am 1. Juni 1901 wurde der Bau des Oder-Weichsel-Dnjester-Kanals durch das österreichische Abgeordnetenhaus durch eine Gesetzesvorlage beschlossen. Die Verwaltung der Stadt Krakau wollte einen Binnenhafen in Płaszów errichten, deswegen plante Krakau das Dorf anzuschließen. Jedoch lehnte die Verwaltung der Gemeinde das erste Angebot von Krakau aus dem Jahr 1903 ab. Am 1. Februar 1912 wurde die Gemeinde nach Krakau eingemeindet. Der Binnenhafen wurde nie erbaut, jedoch erschien er auf einigen der damaligen Karten.
Im Jahr 1921 hatte der Stadtteil XXI. Płaszów 228 Gebäude mit 2619 Einwohnern, davon alle polnischer Nationalität, die Mehrheit war römisch-katholisch (2558), außerdem zählte die größte Minderheit der Juden 51 Menschen.
Im Zweiten Weltkrieg wurde Płaszów zum Standort des KZ Plaszow, in dem 8.000 Menschen von den Nationalsozialisten ermordet wurden.